# NF-Board
N.F.-Board (Nouvelle Fédération-Board) var en fotbollsorganisation för nationer och etniska minoriteter som inte är medlemmar i Fifa som grundades 12 december 2003. Organisationens säte är i Liège i Belgien. 
Grundare av organisationen är Luc Mission, en advokat som representerade Jean-Marc Bosman i det mål som ledde till Bosmandomen. Viva World Cup är en internationell fotbollsturnering som organiseras av N.F.-Board sedan 2006.